# Saint-Martin-du-Mont, Saône-et-Loire
Saint-Martin-du-Mont är en kommun i departementet Saône-et-Loire i regionen Bourgogne-Franche-Comté i östra Frankrike. Kommunen ligger i kantonen Beaurepaire-en-Bresse som tillhör arrondissementet Louhans. År 2022 hade Saint-Martin-du-Mont 175 invånare.

## Befolkningsutveckling
Antalet invånare i kommunen Saint-Martin-du-Mont
| Referens: INSEE |